# Mann Made
Mann Made är ett album av Manfred Mann, utgivet 1965 på His Master's Voice. Det var bandets sista med medlemmarna Mike Vickers och Paul Jones.

## Låtlista
Sida 1
1. "Since I Don't Have You" (Jimmy Beaumont, Joseph Rock, Lenny Martin, Janet Vogel) - 2:35
2. "You're for Me" (Mike Vickers) - 2:53
3. "Look Away" (Jerry Ragovoy, Bob Russell) - 2:18
4. "The Abominable Snowmann" (Vickers) - 2:43
5. "Watch Your Step" (Bobby Parker) - 2:13
6. "Stormy Monday" (T-Bone Walker) - 3:39
7. "I Really Do Believe" (Paul Jones) - 3:05

Sida 2
1. "Hi-Lili, Hi-Lo" (Helen Deutsch, Bronislau Kaper) - 2:40
2. "The Way You Do the Things You Do" (Smokey Robinson, Bobby Rogers) - 2:41
3. "Bare Hugg" (Mike Hugg) - 3:50
4. "You Don't Know Me" (Eddy Arnold, Cindy Walker) - 3:54
5. "L.S.D." (Tom McGuinness) - 3:50
6. "I'll Make It up to You" (Ragovoy, Ben Raleigh) - 3:14

## Medverkande
- Mike Hugg - trummor
- Paul Jones - sång, munspel
- Manfred Mann - orgel, piano
- Tom McGuiness - bas
- Mike Vickers - gitarr, altsax, flöjt